# Wallerner Straße
Die Wallerner Straße B 134 ist eine Landesstraße in Oberösterreich in Österreich und führt von Eferding zur
Anschlussstelle Pichl bei Wels-Bad Schallerbach der Innkreisautobahn A 8.
Namensgebend ist die Gemeinde Wallern an der Trattnach.
Sie besteht aus zwei Abschnitten, die jeweils bei km 11,6 enden bzw. fortgesetzt werden und durch ein 2,1 km langes Stück der Innviertler Straße B 137 verbunden sind.

## Geschichte
Die Wallerner Straße gehört seit dem 1. Dezember 1973 zum Netz der Bundesstraßen in Österreich.

## Ausbau
Im Zuge der Umfahrung Eferding führt das am 30. November 2014 eröffnete erste Teilstück der B 129 südlich von Eferding nach Westen zur Wallerner Straße.
Nach dem Bau des zweiten Teiles der Umfahrung wird die B 134 ab voraussichtlich Ende 2016[veraltet] erst bei km 1,080 beginnen.